# Pharsman VI d'Ibèria
Pharsman o Pharsman VI d'Ibèria (en georgià : ფარსმან VI, llatinitzat com Pharasmanes) fou un rei d'Ibèria de la dinastia dels Cosròides, que va regnar vers 542-547/555 o 561-573.
Segons les cròniques georgianes va regnar durant tretze anys i fou el successor del seu oncle patern i homònim, Pharsman V d'Ibèria. Pharsman VI és descrit com a bon cristià que va treballar en l'embelliment de les esglésies. Durant el seu regnat va morir el catolicós Txirmag i haurien estat nomenats successivament al seu darrere Saba i Eulalios. En aquesta època Ibèria restava com a vassall sassànida, i ben subjecte.
Fou també en el seu regnat i a l'època del catolicós Eulalios que haurien anat a Ibèria una dotzena de pares sants sirians dirigits per Ioanes, superior d'un monestir d'Antioquia que havien estat prèviament beneïts per Simó l'Estilita el Jove.
Pharsman VI es va casar i va tenir un fill que fou el rei, Bakur III d'Ibèria.